# Dungeon Siege
Dungeon Siege es un videojuego de rol desarrollado por Gas Powered Games y distribuido por Microsoft Game Studios. Chris Taylor (creador de Total Annihilation) mostró el estado de desarrollo de Dungeon Siege por primera vez en el E3 de 2000. El juego fue lanzado en 2002, y después regalado junto con la serie de tarjetas gráficas Radeon X800 en 2005.
En noviembre de 2003, Gas Powered Games y Mad Doc Software desarrollaron una expansión independiente para el juego, llamado Dungeon Siege: Legends of Aranna, la cual incluía el juego original.

## Argumento
El jugador participa en una aventura para salvar las tierras de Ehb de las fuerzas del mal. El jugador seguirá al personaje principal desde sus orígenes humildes como granjero hasta su destino final como un poderoso héroe o heroína. Con el progreso del juego, pueden unirse otros aventureros al personaje principal, a los que el jugador también controlará. La historia está basada en un mundo medieval de fantasía con una diversa variedad geográfica en ambientes tanto abiertos como cerrados (mazmorras). El entorno gráfico está suavemente detallado con cambios en el medio.
La historia de los videojuegos de la serie Dungeon Siege se desarrolla en un continente denominado Aranna. El reino de Ehb se encuentra en el margen occidental del continente. Los acontecimientos de Dungeon Siege y su expansión Dungeon Siege: Legends of Aranna tienen lugar en este reino y sus alrededores.

## Sistema de juego
La mecánica de juego es una mezcla de gestión táctica pausada y acción tipo «apuntar y hacer clic». Esta mecánica es muy similar a la de algunos de los últimos videojuegos de la serie Ultima (tanto es así que ciertos fanes han recreado algunos títulos de Ultima utilizando el motor de Dungeon Siege),[cita requerida] y en menor grado, a la de RPGs de acción como Diablo o anteriores videojuegos de rol de acción como Nox. El argumento de Dungeon Siege es muy lineal y envuelve al jugador en constantes batallas, siendo similar en cierta forma a los videojuegos de plataformas y del género beat 'em up.